# Lestiphorus
Lestiphorus är ett släkte av steklar som beskrevs av Amédée Louis Michel Lepeletier 1832. Lestiphorus ingår i familjen Crabronidae.
Släktet innehåller bara arten Lestiphorus bicinctus.